# Línea C35 (autobuses urbanos de Granada)
La línea 35 es una línea regular de autobús urbano de la ciudad española de Granada. Es operada por la empresa Alhambra Bus, filial de Transportes Rober.
Realiza un recorrido circular a través del Sacromonte y el Albaicín. Tiene una frecuencia media de 40 minutos.

## Recorrido
El principal objetivo de la línea es el de unir el barrio del Sacromonte con el centro de la ciudad y permitir el trasbordo al resto de líneas en el eje de la Gran Vía. Utiliza autobuses muy cortos debido a la estrechez de las calles del recorrido. Para acceder al Sacromonte circula por el barrio del Albaicín, con un recorrido diferente a la ida y a la vuelta, debido a que utiliza calles de sentido único en algunos tramos. Esta empieza en Plaza Nueva con las líneas 31 y 37.A continuación va por la Gran Vía hasta el Triunfo,y sube por la Avenida del Hospicio y la calle Real de Cartuja. Seguidamente va por la Carretera de Murcia hasta la calle Pagés por dónde va hasta la plaza del Salvador.Después se incorpora a la cuesta del Chapiz a través del Carril de San Agustín para entrar al barrio del Sacromonte.Después de recorrerse el barrio dicho baja por la cuesta del Chapiz hasta el río Darro,donde para y otra vez sube por la cuesta del Chapiz y sigue subiendo por Calle Pagés hasta la Carretera de Murcia, bajando por la Cuesta de San Antonio y dando servicio a calles como Real de Cartuja, Cristo de la Yedra y Ancha de Capuchinos.
Formaba parte de la antigua línea 34, pero, tras la Semana Santa de 2010, se desmembró y a la actual 35 se le cambió el recorrido. En lugar de bajar por donde lo hacen la línea 31, lo hace por su nuevo recorrido.